# Rúben Semedo
Rúben Afonso Borges Semedo (Amadora, 4 de abril de 1994) es un futbolista portugués. Juega de defensa y su equipo es el Al-Markhiya S. C. de la Segunda División de Catar.

## Selección nacional
Fue internacional con la selección de fútbol sub-21 de Portugal en diez ocasiones. El 7 de octubre de 2020 debutó con la absoluta en un amistoso ante España que terminó en empate a cero.

## Clubes
| Club                         | País     | Año       |
| ---------------------------- | -------- | --------- |
| Sporting C. P. "B"           | Portugal | 2013-2015 |
| C. F. Reus Deportiu (cedido) | España   | 2014-2015 |
| Sporting C. P.               | Portugal | 2015-2017 |
| Vitória F. C. (cedido)       | Portugal | 2015-2016 |
| Villarreal C. F.             | España   | 2017-2019 |
| S. D. Huesca (cedido)        | España   | 2018-2019 |
| Rio Ave F. C. (cedido)       | Portugal | 2019      |
| Olympiacos                   | Grecia   | 2019-2022 |
| F. C. Porto (cedido)         | Portugal | 2022      |
| Al-Duhail S. C.              | Catar    | 2022-2024 |
| Al-Markhiya S. C.            | Catar    | 2024      |
| Al-Khor S. C.                | Catar    | 2024-2025 |
| Al-Markhiya S. C.            | Catar    | 2025-     |

## Palmarés

### Títulos nacionales
| Título                              | Club             | País     | Año  |
| ----------------------------------- | ---------------- | -------- | ---- |
| Supercopa de Portugal               | Sporting C. P.   | Portugal | 2015 |
| Superliga de Grecia                 | Olympiacos F. C. | Grecia   | 2020 |
| Copa de Grecia                      | Olympiacos F. C. | Grecia   | 2020 |
| Superliga de Grecia                 | Olympiacos F. C. | Grecia   | 2021 |
| Primeira Liga                       | F. C. Porto      | Portugal | 2022 |
| Copa de Portugal                    | F. C. Porto      | Portugal | 2022 |
| Copa de las Estrellas de Catar      | Al-Duhail S. C.  | Catar    | 2023 |
| Copa Príncipe de la Corona de Catar | Al-Duhail S. C.  | Catar    | 2023 |
| Liga de fútbol de Catar             | Al-Duhail S. C.  | Catar    | 2023 |

## Vida privada
El 20 de febrero de 2018 fue detenido por atar, golpear y retener a un hombre para robarle. Anteriormente se había visto envuelto en distintos episodios delictivos, como agresiones, amenazas y tenencia de armas. El 22 de febrero de 2018 el juez de instrucción dictó prisión preventiva para el jugador.